# York (Pennsylvanie)
Pour les articles homonymes, voir York (homonymie).
York (en allemand de Pennsylvanie Yarrick) est une ville américaine située au centre-sud de la Pennsylvanie. Elle est également connue sous le nom de White Rose City (la ville de la rose blanche), en référence à la guerre des Deux-Roses. Lors du recensement de 2010, la population était de 44 800 habitants. La ville est également le siège du comté de York.

## Histoire
Établie en 1741, York est devenue un borough le 24 septembre 1787 puis a été incorporée en tant que city le 11 janvier 1887.
Les conjurés de la cabale de Conway se sont réunis à York.

## Démographie
| Groupe            | York | Pennsylvanie | États-Unis |
| ----------------- | ---- | ------------ | ---------- |
| Blancs            | 51,2 | 81,9         | 72,4       |
| Afro-Américains   | 28,0 | 10,9         | 12,6       |
| Autres            | 12,6 | 2,4          | 6,2        |
| Métis             | 6,3  | 1,9          | 2,9        |
| Asiatiques        | 1,2  | 2,8          | 4,8        |
| Amérindiens       | 0,6  | 0,2          | 0,9        |
| Total             | 100  | 100          | 100        |
|                   |      |              |            |
| Latino-Américains | 28,5 | 5,7          | 16,7       |

Selon l'American Community Survey, pour la période 2011-2015, 75,71 % de la population âgée de plus de 5 ans déclare parler anglais à la maison, alors que 22,22 % déclare parler l'espagnol, 0,54 % le français et 1,52 % une autre langue.

## Patrimoine architectural
- Église Sainte-Rose-de-Lima (catholique)

## Personnalité liée à la ville
- Martie Maguire (1969- ), musicienne de bluegrass
- Halestorm, groupe de heavy metal
- Trinity Thomas (2001-), gymnaste artistique